# Панелла
Панелла (итал. panella, мн.ч. panelle) —  жареные оладьи или блинчики из нутовой муки, традиционная уличная еда в Палермо, также являются характерными для сицилийской кухни.
Панелле представляют собой характерную закуску Палермо, их можно купить во многих местах города, в частности в «фриггиториях» — кафе, которые специализируются в приготовлении блюд во фритюре. Панелле подают, прежде всего, в булочке Mafalde, покрытой семенами кунжута . Лепешки из нута едят вместо хлеба, как закуску или как дополнение к основному блюду. Их часто употребляют вместе с картофельными крокетами, или с другими блюдами, обжаренными в кляре, и приправляют по вкусу солью, перцем и лимоном.
Блюдо, похожее на панелле готовят в провинции Савона - fetta savonese. Это небольшие ломтики обжаренного теста из нута в круглой белой булочке «фокачетта». В лигурийской кухне блюдо из кусочков отваренного и обжаренного нутового теста называется панисса .

## Рецепт
Панелле готовятся из нутовой муки, воды и петрушки. Мука растворяется в соленой воде, добавляется измельченная петрушка. Полученная масса варится на маленьком огне до загустения. После этого размазывается по тарелкам слоем не больше 0,5 см (или оставляется на ночь для охлаждения). Нарезается ломтиками, которые чуть подсушиваются и жарятся во фритюрнице или в сковороде с большим количеством масла.

### Сладкие панелле
Сладкие панелле обычно готовятся 13 декабря к празднику Санта-Лючии. В тесто из муки нута добавляется сахар, сливочное масло или смалец. Сладкие панелле часто подают с начинкой из заварного крема.

## История
Уже во времена Римской империи нут широко использовался в местной кулинарии, особенно для приготовления блюда наподобие поленты. Возможно, первые панелле были приготовлены на камне внутри вертикальных печей, которые использовались для приготовления плоского хлеба. Вероятно, в Средневековье лепешки из нутовой муки уже начали обжариваться. По крайней мере, во времена французского правления Анжуйской династии на Сицилии, нут был довольно популярен. Он фигурирует в преданиях о Сицилийской вечерене (29 марта 1282 года). Согласно летописям, во время восстания, чтобы выявить французов, которые пытались скрыться под видом местного населения, сицилийцы показывали подозреваемым нут и требовали сказать, что это такое. Так как сицилийское название нута «Сiciri» было труднопроизносимым для французов, то это слово послужило проверочным словом для их выявления. Любого, кто не прошёл такую проверку, убивали на месте.